# Токаева, Надежда Давыдовна
Надежда Давыдовна Токаева (каз. Надежда Давыдовна Тоқаева; род. 1958, Нижний Тагил, Свердловская область, РСФСР, СССР) — президент Женской гильдии ООН в Женеве в 2011—2012 годах. Бывшая жена Касым-Жомарта Токаева. По некоторым данным окончила Московский государственный историко-архивный институт.

## Карьера
С 2011 по 2012 год она была почетным президентом Женской гильдии ООН в Женеве.

## Личная жизнь
Надежда Давыдовна Токаева (по происхождению этническая еврейка-ашкенази) была замужем за Касым-Жомартом Токаевым. В этом браке родился сын Тимур (род. 15 февраля 1984 г.). На момент вступления в должность Президента Казахстана в марте 2019 года Касым-Жомарт Токаев был уже разведён, о чем указывалось на официальном сайте.
В СМИ сообщалась, что бывшая жена второго президента Казахстана имеет гражданство России. Радио Свобода и Current Time TV писали, что это гражданство Надежды могло стать причиной развода с Касым-Жомартом Токаевым.
В 1998 году она и её сын Тимур открыли банковский счёт Credit Suisse на котором максимальная сумма доходила до 1,5 миллиона долларов США в 2005 году. После того, как её муж стал генеральным директором женевского офиса ООН, в 2012 году счёт был закрыт, и семья открыла оффшорные компании на Британских Виргинских островах с активами на 5 миллионов долларов плюс недвижимость в Женеве и Москве на стоимость 7,7 миллиона долларов. В РФ Надежда Токаева имеет дачи в подмосковье (Абрамцево) и квартиры в Москве. В 2021 году, по данным группы Алексея Навального, Росреестр скрыл имена владельцев двух московских квартир.